# Brabham BT54
Brabham BT54 – samochód Formuły 1 zaprojektowany przez Gordona Murraya i Davida Northa dla zespołu Brabham. Uczestniczył w Formule 1 w sezonie 1985 oraz w jednym wyścigu sezonu 1986. Napędzał go turbodoładowany silnik BMW. Kierowcami byli Nelson Piquet, François Hesnault, Marc Surer oraz Riccardo Patrese. Głównym sponsorem była firma Olivetti.

## Wyniki
| Legenda oznaczeń w tabelach wyników Wyświetl szablon na nowej stronie | Legenda oznaczeń w tabelach wyników Wyświetl szablon na nowej stronie                                                                     |
| Oznaczenie                                                            | Wyjaśnienie |
| --------------------------------------------------------------------- | --- |
| Złoty                                                                 | Zwycięzca lub mistrzostwo |
| Srebrny                                                               | 2. miejsce lub wicemistrzostwo |
| Brązowy                                                               | 3. miejsce lub II wicemistrzostwo |
| Zielony                                                               | Ukończył, punktował (w klasyfikacji generalnej, gdy zdobył co najmniej jeden punkt na przestrzeni sezonu, poza trzema powyższymi opcjami) |
| Niebieski                                                             | Ukończył, nie punktował (w klasyfikacji generalnej, gdy nie zdobył co najmniej jednego punktu na przestrzeni sezonu)                      |
| Czerwony                                                              | Nie zakwalifikował się (NZ) |
| Czerwony                                                              | Nie prekwalifikował się (NPK) |
| Różowy                                                                | Nie ukończył (NU) |
| Różowy                                                                | Niesklasyfikowany (NS) (w klasyfikacji generalnej, gdy nie został sklasyfikowany w żadnym wyścigu sezonu)                                 |
| Czarny                                                                | Zdyskwalifikowany (DK) |
| Czarny                                                                | Wykluczony (WYK/EX) |
| Biały                                                                 | Nie wystartował (NW) |
| Biały                                                                 | Kontuzjowany (K/INJ) |
| Biały                                                                 | Wyścig odwołany (OD/C) |
| Bez koloru                                                            | Został wycofany (WYC/WD) |
| Bez koloru                                                            | Nie przybył (NP/DNA) |
| Bez koloru                                                            | Nie brał udziału w treningach (NT/DNP) |
| Bez koloru                                                            | Nie został zgłoszony (–) |
| Pogrubienie                                                           | Start z pole position |
| Kursywa                                                               | Najszybsze okrążenie wyścigu |
| †                                                                     | Nie ukończył, ale jego rezultat został zaliczony ze względu na przejechanie więcej niż 90% dystansu wyścigu.                              |
| *                                                                     | Sezon w trakcie |
| 1/2/3                                                                 | Punktowana pozycja w sprincie kwalifikacyjnym                                                                                             |
| Lista systemów punktacji Formuły 1                                    | |

| Sezon | Zespół  | Silnik | Opony | Kierowcy          | 1   | 2   | 3   | 4   | 5   | 6   | 7   | 8   | 9   | 10  | 11  | 12  | 13  | 14  | 15  | 16  | Pkt. | Msc. |
| ----- | ------- | ------ | ----- | ----------------- | --- | --- | --- | --- | --- | --- | --- | --- | --- | --- | --- | --- | --- | --- | --- | --- | ---- | ---- |
| 1985  | Brabham | BMW    | P     |                   | BRA | POR | SMR | MCO | CND | DET | FRA | GBR | DEU | AUT | NLD | ITA | BEL | EUR | RPA | AUS | 26   | 5    |
| 1985  | Brabham | BMW    | P     | Nelson Piquet     | NU  | NU  | 8   | NU  | NU  | 6   | 1   | 4   | NU  | NU  | 8   | 2   | 5   | NU  | NU  | NU  | 26   | 5    |
| 1985  | Brabham | BMW    | P     | François Hesnault | NU  | NU  | NU  | NZ  |     |     |     |     |     |     |     |     |     |     |     |     | 26   | 5    |
| 1985  | Brabham | BMW    | P     | Marc Surer        |     |     |     |     | 15  | 8   | 8   | 6   | NU  | 6   | 10  | 4   | 8   | NU  | NU  | NU  | 26   | 5    |
| 1986  | Brabham | BMW    | P     |                   | BRA | ESP | SMR | MCO | BEL | CND | DET | FRA | GBR | DEU | HUN | AUT | ITA | POR | MEX | AUS | 0    | –    |
| 1986  | Brabham | BMW    | P     | Riccardo Patrese  | NU  |     |     |     |     |     |     |     |     |     |     |     |     |     |     |     | 0    | –    |